# Hüseyin Akbaş
Hüseyin Akbaş (1934 – 16. února 1989) byl turecký zápasník, olympijský medailista z roku 1956 a 1964.

## Sportovní kariéra
Narodil se a vyrůstal v tokatské obci Muhat (dnes Çevreli) nedaleko Almusu. Při práci pastýře ovcí se věnoval typické kratochvíli místních mužů, národnímu zápasu karakucak. Při jednom z mnoha turnajů, kterých se účastnil v okolí si ho všiml olympijský vítěz a tehdejší trenér olympijského zápasu ve volném stylu Yaşar Doğu a pozval ho na soustředění reprezentace do Ankary. V turecké reprezentaci se prosazoval, i přes chronické potíže s meniskem v levém koleni, od roku 1953 ve váze do 52 kg.
V roce 1956 startoval na olympijských hrách v Melbourne jako favorit na vítězství ve volném stylu a od úvodního kola si šel za svým cílem. Ve čtvrtém kole porazil verdiktem gruzínského Sověta Miriana Calkalamanidzeho a byl blízko zlaté olympijské medaili. V pátém kole i přes porážku s Íráncem Mohammadalím Chodžastepurem měl stále naději na vítězství v turnaji. Chodžastepur nesměl následný zápas s Calkalamanidzem vyhrát nebo ho prohrát na lopatky. Íránec však prohrál na lopatky a tímto výsledkem získal bronzovou olympijskou medaili.
Od roku 1957 přestoupil do vyšší váhy do 57 kg. V roce 1960 odjížděl na olympijské hry v Římě jako úřadující dvojnásobný mistr světa ve volném stylu. V turnajový den se však nepotkal s formou. Úvodní zápas s Íráncem Mohammadmehdím Jagúbím takticky zremizoval a ve druhém kole dokonce prohrál na technické body se Sovětem Michailem Šachovem. S pěti negativními (klasifikačními) body vstupoval do třetího kola s Finem Tauno Jaskarim s nožem na krku, musel vyhrát na lopatky. Fin si však takticky pohlídal všechny jeho nástupy a ke všemu ho v 11 minutě zápasu sám dostal do pozice na lopatky. Římský olympijský turnaj tak opustil předčasně po třetím kole.
V roce 1964 startoval na svých třetích olympijských hrách v Tokiu ve volném stylu ve váze do 57 kg. Bez většího zaváhání postoupil do tříčlenného finále s domácím Japoncem Jódžiró Uetakem a ázerbájdžánským Sovětem Ajdınem Ibrahimovem. Hned na úvod finále porazil na technické body Ibrahimova a v souboji o zlatou olympijskou medaili nastoupil proti domácímu Uetakovi. Rozhodující zápas s Uetakou prohrál na technické body a získal stříbrnou olympijskou medaili.
Po skončení sportovní kariéry v roce 1967 žil v rodné vesnici. Zemřel předčasně na infarkt v roce 1989.

## Výsledky

### Volný styl
| Turnaj            | 1954 | 1955 | 1956 | 1957 | 1958 | 1959 | 1960 | 1961 | 1962 | 1963 | 1964 | 1965 |
| Turnaj            | 20   | 21   | 22   | 23   | 24   | 25   | 26   | 27   | 28   | 29   | 30   | 31   |
| Turnaj            | -52  | -52  | -52  | -57  | -57  | -57  | -57  | -57  | -57  | -57  | -57  | -57  |
| ----------------- | ---- | ---- | ---- | ---- | ---- | ---- | ---- | ---- | ---- | ---- | ---- | ---- |
| Olympijské hry    |      |      | 3.   |      |      |      | úč.  |      |      |      | 2.   |      |
| Mistrovství světa | 1.   |      |      | 1.   |      | 1.   |      | 3.   | 1.   | —    |      | 4.   |

### Řecko-římský styl
| Turnaj            | 1954 | 1955 | 1956 | 1957 | 1958 | 1959 | 1960 | 1961 | 1962 | 1963 | 1964 | 1965 |
| Turnaj            | 20   | 21   | 22   | 23   | 24   | 25   | 26   | 27   | 28   | 29   | 30   | 31   |
| Turnaj            | -52  | -52  | -52  | -57  | -57  | -57  | -57  | -57  | -57  | -57  | -57  | -57  |
| ----------------- | ---- | ---- | ---- | ---- | ---- | ---- | ---- | ---- | ---- | ---- | ---- | ---- |
| Olympijské hry    |      |      | —    |      |      |      | —    |      |      |      | —    |      |
| Mistrovství světa |      | 3.   |      |      | —    |      |      | —    | —    | —    |      | —    |